# Thymoites rarus
Thymoites rarus là một loài nhện trong họ Theridiidae.
Loài này thuộc chi Thymoites. Thymoites rarus được Eugen von Keyserling miêu tả năm 1886.